# Alfred Bühler (Künstler)

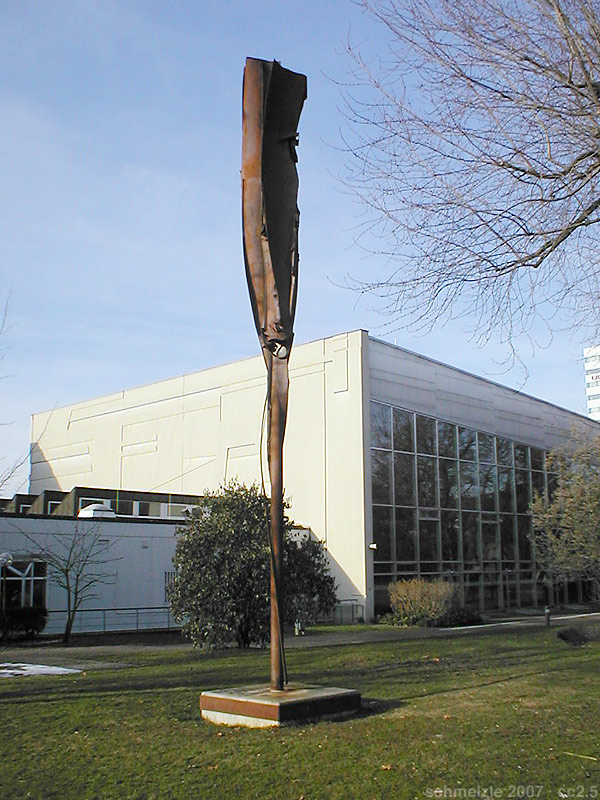
Die Harmonie mit dem Fassadenrelief von Alfred Bühler in unverschaltem Beton „Béton brut“

Alfred Bühler, auch Fred Bühler, (* 1. Januar 1920 in Brackenheim; † 1991 in Bergrothenfels) war ein deutscher Künstler, der insbesondere Fassadenreliefs als Kunst am Bau, aber auch kleinere Objekte geschaffen hat.

## Leben
Bühler wurde 1920 in Brackenheim geboren und besuchte das Heilbronner Karlsgymnasium. Nach Arbeits- und Kriegsdienst geriet er in Kriegsgefangenschaft. 1946 begann er ein Studium an der Staatlichen Akademie der Bildenden Künste Stuttgart. Als Schüler von Karl Hils, Otto Baum und Peter Otto Heim nahm er 1951 an der X. Triennale in Mailand und danach weiteren internationalen Ausstellungen teil, wodurch er rasch öffentliche Aufträge, vor allem Reliefs im Rahmen von Kunst am Bau, erhielt, die ihm eine Existenz als freischaffender Bildhauer und Graphiker an seinem Geburtsort ermöglichten. Er trat dem Künstlerbund Heilbronn bei und war, nachdem er ab 1960 eher zurückgezogen gelebt hatte, ab 1970 wieder mit Ausstellungen in der Öffentlichkeit präsent. 1972 siedelte er nach Bergrothenfels über, wo er 1991 verstarb.

## Werk
Bühler hat vor allem christlich inspirierte Werke aus Stein geschaffen.
- Die Städtischen Museen Heilbronn besitzen verschiedene Werke aus Bühlers Studienzeit. Seine Figuren wie Paar (1950) und Jonas (1950)[3] beschreiben eine christliche Thematik und zeigen expressionistische Formen. Die spätere Arbeit Geben und Nehmen[4] (1952) ist gegenstandslos.

- Das Steinguss-Relief für die Fassade des Hauptzollamts in Heilbronn (1952) mit dem Thema „Überwindung der Grenzen“ zeigt zwei Figurenpaare, die sich ein Paket übergeben. Die Figuren sind noch vom Expressionismus Anfang des 20. Jahrhunderts geprägt, zeigen jedoch schon die neoromanische Vereinfachung, wie sie in den 1950er Jahren üblich war.[5]

- Relief an der Steinbeis-Meisterschule in Stuttgart (1956)

- Das Fassaden-Relief an der von dem Architekten Kurt Marohn entworfenen Heilbronner Harmonie (1958), die am 29. November 1958 mit einem Festakt eingeweiht wurde.[6] An der Ausgestaltung des Gebäudes hatten auch andere Künstler wie Peter Jakob Schober und Hannelore Bendixen-Busse mitgewirkt. Bühler erhielt ein Künstlerhonorar in Höhe von 4000 DM für sein Fassadenrelief in Betonguss.[7]

- Holzrelief der Aussegnungshalle in Stetten am Heuchelberg (1964)

- Friedenswand - Zwölfmal Ruf zum Frieden in der St. Gallus-Kirche Frommern (1968)